# Krön (Södra Vi socken, Småland, 640865-149790)
Krön är en sjö i Vimmerby kommun i Småland och ingår i Motala ströms huvudavrinningsområde. Sjön har en area på 1,41 kvadratkilometer och ligger 102,1 meter över havet. Sjön avvattnas av vattendraget Stångån.

## Delavrinningsområde
Krön ingår i det delavrinningsområde (640722-149922) som SMHI kallar för Utloppet av Krön. Medelhöjden är 119 meter över havet och ytan är 14,75 kvadratkilometer. Räknas de 30 avrinningsområdena uppströms in blir den ackumulerade arean 672,78 kvadratkilometer. Stångån som avvattnar avrinningsområdet har biflödesordning 2, vilket innebär att vattnet flödar genom totalt 2 vattendrag innan det når havet efter 182 kilometer. Avrinningsområdet består mestadels av skog (39 procent), öppen mark (10 procent) och jordbruk (32 procent). Avrinningsområdet har 1,29 kvadratkilometer vattenytor vilket ger det en sjöprocent på 8,8 procent.